# Raymond Lamy
Pour les articles homonymes, voir Lamy.
Marie Ernest Raymond Lamy, né le 15 août 1903 à Pointe-à-Pitre (Guadeloupe) et mort le 7 juin 1982 à Villeneuve-Loubet (Alpes-Maritimes), est un monteur et réalisateur français.

## Filmographie

### Réalisateur
Courts métrages
- 1946 : Le plus grand cross[1]
- 1947 : Comme si leur cœur battait (coréalisateur : Sacha Kamenka)
- 1949 : La Révolte des gueux

Longs métrages
- 1938 : Clodoche (coréalisateur : Claude Orval)
- 1946 : Miroir

### Assistant réalisateur
- 1932 : Chair ardente de René Plaissetty
- 1939 : Grand-père de Robert Péguy
- 1946 : Martin Roumagnac de Georges Lacombe
- 1948 : La Belle Meunière de Marcel Pagnol et Max de Rieux

### Monteur
- 1930 : Le Refuge de Léon Mathot
- 1932 : Fanny de Marc Allégret
- 1933 : La Robe rouge de Jean de Marguenat
- 1936 : Maria de la nuit de Willy Rozier
- 1938 : Grisou de Maurice de Canonge
- 1941 : Madame Sans-Gêne de Roger Richebé
- 1942 : Le Mariage de Chiffon de Claude Autant-Lara
- 1942 : Croisières sidérales d'André Zwoboda
- 1942 : L'Homme qui joue avec le feu de Jean de Limur
- 1943 : L'Escalier sans fin de Georges Lacombe
- 1944 : Florence est folle de Georges Lacombe
- 1945 : Les Cadets de l'océan de Jean Dréville
- 1945 : L'Invité de la onzième heure de Maurice Cloche
- 1946 : Le Pays sans étoiles de Georges Lacombe
- 1946 : Roger la Honte d'André Cayatte
- 1951 : La Poison de Sacha Guitry
- 1951 : Deburau de Sacha Guitry
- 1951 : Tu m'as sauvé la vie de Sacha Guitry
- 1952 : Adieu Paris de Claude Heymann
- 1954 : Si Versailles m'était conté… de Sacha Guitry
- 1955 : Napoléon de Sacha Guitry
- 1955 : Les Carnets du Major Thompson de Preston Sturges
- 1956 : Un condamné à mort s'est échappé de Robert Bresson
- 1957 : Escapade de Ralph Habib
- 1959 : Pickpocket de Robert Bresson
- 1961 : Ça va être ta fête de Pierre Montazel
- 1962 : Le crime ne paie pas de Gérard Oury
- 1966 : Au hasard Balthazar de Robert Bresson
- 1967 : Mouchette de Robert Bresson
- 1969 : Une femme douce de Robert Bresson
- 1969 : Le Paria de Claude Carliez
- 1970 : Caïn de nulle part de Daniel Daert
- 1971 : Quatre Nuits d'un rêveur de Robert Bresson
- 1979 : Encore un hiver, court métrage de Françoise Sagan